# Stintgraben (Lehnitzsee)
Der Stintgraben, auch Stinegraben bezeichnet, ist ein kurzes Fließgewässer von etwa 2 Kilometer Länge in Oranienburg zwischen dem Grabowsee und dem Lehnitzsee.
Im Jahr 1932 glich er den 4,75 Meter höheren Wasserspiegel des Grabowsees zum Lehnitzsee aus. Durch ihn wird auch die einmündende Bäke in Richtung Lehnitzsee abgeleitet (Lage). Der Stintgraben liegt in einer tief eingeschnittenen eiszeitlichen Schmelzwasserrinne. Er unterquert die Bundesstraße 273.
Im Jahr 1850 wurde über den reichen Fischbestand berichtet und der Stintgraben, auch als wichtiges Laichgewässer erwähnt, besonders für den namensgebende Stint.
Der Bau des Oder-Havel-Kanals von 1906 bis 1912 änderte viel an den unmittelbaren Gewässern.